# Ralph D. Cole
Ralph Dayton Cole, född 30 november 1873 i Vanlue i Ohio, död 15 oktober 1932 i Warren i Ohio, var en amerikansk politiker (republikan). Han var ledamot av USA:s representanthus 1905–1911.
Cole efterträdde 1905 William R. Warnock som kongressledamot och efterträddes 1911 av Frank B. Willis.
Efter en bilolycka fördes Cole till ett sjukhus i Warren där han dog. Han är begravd på Maple Grove Cemetery i Findlay i Ohio.